# Rustam Jatimow
Rustam Jatimow (ur. 13 lipca 1998 w Niżnym Nowogrodzie) – tadżycki piłkarz, grający na pozycji bramkarza w klubie Istiklol Duszanbe. Posiada też obywatelstwo rosyjskie.

## Kariera piłkarska

### Kariera klubowa
Pierwszą drużyną w karierze była Wołga Niżny Nowogród, gdzie występował w juniorach. W 2016 został włączony do pierwszej drużyny. W 2017 został wypożyczony do Istiklolu Duszanbe na rok. Po powrocie z wypożyczenia jeszcze przez kilka miesięcy był zawodnikiem drużyny z Niżnego Nowogrodu,  jednak nie zdołał zadebiutować. 1 stycznia 2018 przeszedł definitywnie do Istiklolu Duszanbe, z którym dwukrotnie sięgał po mistrzostwo kraju oraz jednokrotnie po Puchar i Superpuchar.

### Kariera reprezentacyjna
W kadrze zadebiutował 7 czerwca 2019 w zremisowanym 1:1 meczu towarzyskim przeciwko reprezentacji Afganistanu. Podczas tego debiutu był zaledwie dwudziestolatkiem. Dotychczas wystąpił w dziewięciu oficjalnych spotkaniach.. 

## Sukcesy piłkarskie

### Istiklol Duszanbe
- zdobywca mistrzostwa Tadżykistanu (2): 2018, 2019
- zdobywca Pucharu Tadżykistanu (1): 2018
- zdobywca Superpucharu Tadżykistanu (1): 2019